# Nationaal Park Keoladeo

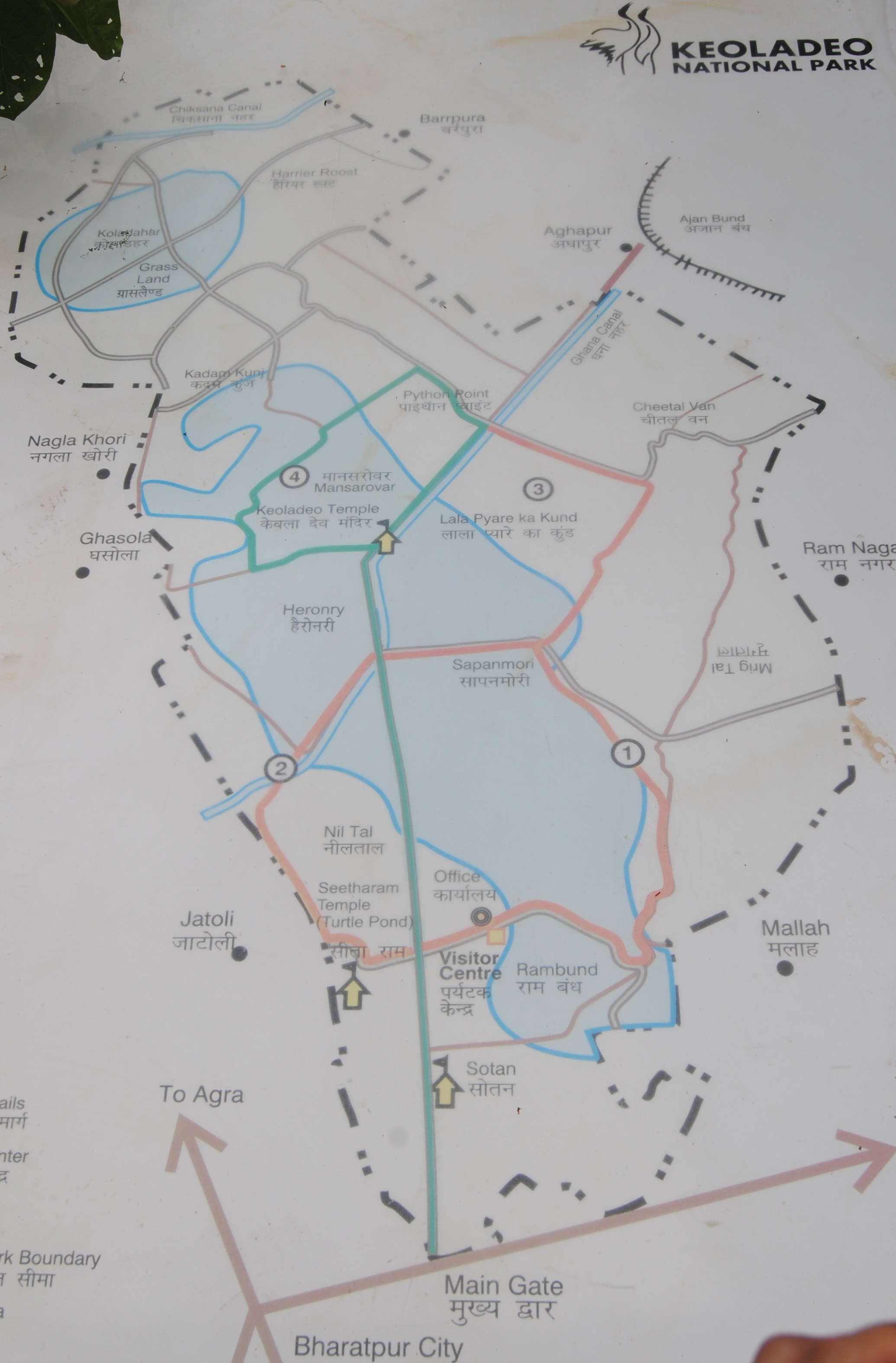
Plattegrond

Het National Park Keoladeo in Rajasthan, India staat bekend als de thuisbasis van zo'n 230 vogelsoorten. Zeldzame soorten zoals de Siberische kraanvogel overwinteren in Keoladeo. In 1985 werd het park opgenomen in de Werelderfgoedlijst.

## Geschiedenis
Het park werd aangelegd door Maharaja Suraj Mal, heerser van de prinselijke staat Bharatpur aan de samenvloeiing van de 2 rivieren Gambhir en Banganga. Een kanaal voerde extra water van de moesson regens naar het gebied dat zo een drasland werd.
Het werd voornamelijk gebruikt als jachtgebied voor de lokale adel en later door de Britten. Het werd ingewijd in 1902 door Lord Curzon.
In 1956 werd het een vogelnatuurgebied en had enkel de maharaja er nog jachtrechten tot 1965. In 1981 werd het nationaal park een ramsargebied. Hiervoor werd tussen 1977 en 1981 een omheining rond het domein geplaatst.

## Gegevens
- Het park ligt op 27°10'NB, 77°31'OL
- oppervlakte: 29km² (2873 hectare)
- drasland: 10km²
- Lengte: 9 km
- breedte: 4 km
- hoogte: 100 m boven zeeniveau
- waterniveau in regenseizoen tussen 1 en 2 meter

## Salim Ali museum
Aan eerste controlepost na de ingang staat het Salim Ali museum.
De tentoonstelling vertelt de geschiedenis van het park en hoe het door de jarenlange inzet van Salim Ali een nationaal park werd gesteund door het WWF en op de UNESCOlijst kwam. Daarnaast staan er ook infoborden over drasland en over de uitzonderlijke dieren die er voorkomen. Van bepaalde dieren zijn er replica's te zien. Doorheen de tentoonstelling doet men aan bewustmaking van de milieuproblematieken in India door middel van infoborden en doe-opdrachten.

## Aangetroffen fauna en flora[1]

### Fauna
379 soorten aanwezig waarvan 96 draslandsoorten zijn.

### Vogels
370 soorten aangetroffen, waaronder de Siberische witte kraanvogel

### Zoogdieren
27 soorten, waaronder:
- Axishert
- Wild zwijn
- Stekelvarken
- Sambar
- Indische mangoeste
- Gewone Mangoest
- Moeraskat
- Vissende kat
- Gewone palmcivetkat
- Kleine Indische civetkat
- Indische otter
- Jakhals
- Hyena
- Woestijnratten
- Muizen
- bladneusvleermuis

### Vissen
43 soorten waarvan 37 met het water via het kanaal binnen komen.

### Amfibieën
7 soorten
- brulkikker
- schipper kikker

### Reptielen
7 soorten schildpadden, allen waterschildpadden
- Indische klepweekschildpad

5 soorten hagedissen
- Gewone varaan

13 soorten slangen
- Python
- Kraits
- Cobra
- Russells adder
- Natricinae